# Naturschutzgebiet Kiesgrube Wüstmark

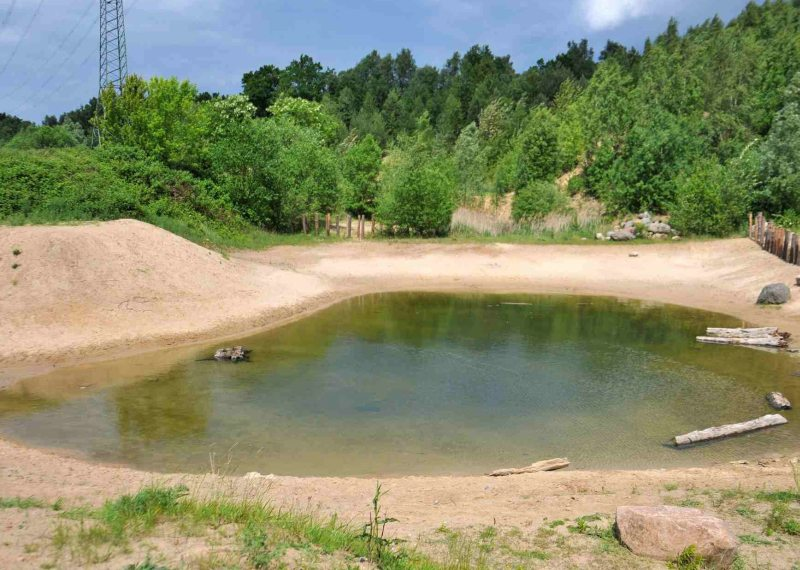
Kleingewässer und Rohböden

Das Naturschutzgebiet Kiesgrube Wüstmark ist ein 16 Hektar umfassendes Naturschutzgebiet innerhalb des Stadtgebiets von Schwerin in Mecklenburg-Vorpommern. Es befindet sich im Nordosten des Stadtteils Wüstmark und wurde am 1. Oktober 1990 ausgewiesen. Der Schutzzweck besteht in Entwicklung eines ehemals als Kiestagebau und Militärstandort genutzten Geländes mit nährstoffarmen Böden und Gewässern. Der Gebietszustand wird als unbefriedigend eingeschätzt. Durch die siedlungsnahe Lage kommt es zu Beeinträchtigungen durch Motorradfahrer, Holzentnahme und durch illegale Ablagerung von Müll und Bauschutt. Eine Einsichtnahme in die Schutzgebietsflächen ist von einem Weg entlang der nördlichen und östlichen Schutzgebietsgrenze möglich.